# Lomelosia minoana
Lomelosia minoana är en tvåhjärtbladig växtart. Lomelosia minoana ingår i släktet Lomelosia och familjen Dipsacaceae.

## Underarter
Arten delas in i följande underarter:
- L. m. asterusica
- L. m. minoana